# 前14年
| 千纪： | 前1千纪                                                                                                   |
| 世纪： | 前2世纪 \| 前1世纪 \| 1世纪                                                                               |
| 年代： | 前40年代 \| 前30年代 \| 前20年代 \| 前10年代 \| 前0年代 \| 0年代 \| 10年代                                |
| 年份： | 前19年 \| 前18年 \| 前17年 \| 前16年 \| 前15年 \| 前14年 \| 前13年 \| 前12年 \| 前11年 \| 前10年 \| 前9年 |
| 纪年： | 西汉永始三年                                                                                              |

## 大事记
- 羅馬帝國將伊比利半島重新劃分為三個省份，分別為南部的巴埃提卡行省、西部的盧西塔尼亞與東部的塔拉哥那行省。

## 出生
- 馬援（前14年－49年），字文渊，东汉著名的军事家。